# Bátka
Bátka (in ungherese: Bátka, in tedesco: Tumboldsdorf) è un comune della Slovacchia facente parte del distretto di Rimavská Sobota, nella regione di Banská Bystrica.
Il comune di Bátka è nato nel 1907 in seguito all'unione delle municipalità di Vyšná e Nižná Bátka. Le due località sono citate, per la prima volta, nel 1294 quando eranto state ottenute in feudo da Tumbold Krispin. Successivamente, Vyšná Bátka passò alla locale famiglia dei Bátkay, invece Nižná Bátka fu feudo dei conti Kállay. Dal 1938 al 1945 fece parte dell'Ungheria.